# Mutáns mészárlás
A Mutáns mészárlás, eredeti címén; Mutant Massacre egy crossover történet a Marvel Comics képregényeiben mely 1986-ban jelent meg több képregény kiadványban. A történet szereplői között van az X-Men és az X-Faktor csapata, valamint Thor és a Power kölykök. Magyarországon a történet négy része jelent meg az X-Men 11. és 12. számában.
A történetben a Martalócok megtámadják a New York alatti járatrendszerben élő mutánsokat, a Morlockokat és kegyetlenül lemészárolják őket.

## Cselekmény
|  | Alább a cselekmény részletei következnek! |

Los Angelesben a titokzatos Martalócok megtámadják a Tommy nevű mutáns lányt és megölik a barátját. Tommynak sikerül a pályaudvaron elrejtőznie egy vagonban, de nem tudja, hogy a Martalócok szándékosan hagyták megszökni, hogy elvezesse őket Morlock társaihoz. Miután Tommyt egészen az Utca bejáratáig követték megölik a lányt és elkezdik lemészárolni a Morlockokat.
Valamivel később a csatornarendszerben a Szabad Erő a kormány megbízásából próbálja elfogni a mutáns Rusty Collinst és barátnőjét, Skidset. Az X-Faktor egy mutáns védencüket, Artiet keresve talál rájuk, és összecsapnak a Szabad Erővel. A Szabad Erő meghátrál, Angyal és Jean pedig a sérült Rustyt és Skidset igyekeznek biztonságba helyezni, Küklopsz, Bestia és Jégember pedig tovább kutat Artie után. A keresés később találják szembe magukat a Martalócokkal.
Eközben egy Morlocknak utolsó erejéből sikerül eljutnia a föld alatt Xavier professzor iskolájáig, hogy az X-Mentől segítséget kérjen. Magneto és Psziché az iskolában maradnak, Vihart, Rozsomákot, Árnymacskát, Kolosszust, Árnyékot és Vadócot az Új Mutáns Varázs az Utcába teleportálja. Rögtön érkezésük pillanatában a Martalócok közül Vertigo és Szökőár azonnal le is csap rájuk, melynek során Árnyék súlyosan megsebesül. Vihar parancsot ad Varázsnak, hogy teleportálja vissza Árnyékot és a többi sebesült Morlockot az iskolába. Varázs erősítést akar hozni de Vihar megtiltja, hogy oda vigye a még tanuló Új Mutánsokat. Varázs távozása után az X-Men, a túlélő Morlockok és vezérük, Callisto a Martalócok után ered.
Közben az X-Faktorral Harcoló Ívfény beomlasztja az egyik alagút mennyezetét és ezzel elszigetelik egymástól a két szuperhős csapatot, akik így nem is találkoznak össze. Az X-Men csapata csak Küklopsz optikus sugaraiból következtetnek rá, hogy az eredeti X-Men alapító tagjai is a helyszínen lehetnek. A következő Martalóc támadás során Árnymacska megsebesül, Kolosszus pedig végez Szőkőárral, a többi Martalóc azonban elmenekül. Az X-Men Xavier professzor iskolájába szállítják a túlélőket, Rozsomák pedig az Utcában marad, hogy elfogjon egy Martalócot akit kivallathatnak.
Eközben az Utca másik felében a harc során Küklopsz és Bestia megsebesülnek, Jean és Angyal az utolsó pillanatban érnek vissza. Jean telekinetikus erejével a falhoz vágja a Prizma nevű Martalócot, aki szilánkokra törik. Úgy döntenek, hogy Jean hazaszállítja a sérülteket, Jégember pedig lezárja utánuk az alagutat. Angyal egyedül keresi tovább Aritet de a Martalócok rajtaütnek és Angyalt a szárnyánál fogva a falhoz szegezik. Ekkor érkezik Thor a helyszínre és megmenti Angyalt. Később Romboló újra rátámad Thorra és sikerül eltörnie a karját, Thor azonban egyetlen ütéssel végez vele.
A Power kölykök is megérkeznek az alagútrendszerbe, ahová Franklin álma miatt indultak, hogy megkeressék barátjukat, a Morlock Piócát. Az alagútban találkoznak a vadászatra indult Rozsomákkal aki természetesen egyből hazaküldi a gyerekeket.
Az X-Men eközben hazaérkezik a sebesültekkel, de az iskola kapacitása korántsem elegendő ennyi ember ellátásához. Az Új Mutánsok nem bírják tétlenül nézni ezt a szörnyűséget és a parancs ellenére bemerészkednek a Morlock alagútrendszerbe, de már nem találkoznak egyetlen Martalóccal sem. Nem így Rozsomák ki régi ellenségével találja szembe magát, Kardfogúval. A csata közte és Kardfogú között befejezetlen marad, de a harc során Rozsomáknak sikerül megmentenie a Kuruzsló nevű Morlockot, aki gyógyító erejével segíthet a sérültek ellátásában. Közben Kolosszusról is kiderül, hogy a harc során sokkal súlyosabban megsérült mint gondolták volna.
A Power kölykök közben tovább kutatnak és megtalálják barátjukat. Küklopsz is visszatér a mészárlás helyszínére és Jeannel rátalálnak Thorra, Angyalra és Artiera. Thor megígéri, hogy a halottakat méltó viking temetésben részesíti. Thor és az X-Faktor tagjai elválnak. Küklopsz és a Morlock túlélők, valamint a másik oldalon Rozsomák a túlélő Kuruzslóval éppen csak el tudják hagyni az alagútrendszert mikor a Thor által ígért viking temetés lángjai elérik őket. A túlélőknek azonban nincs könnyű dolguk, mivel a felszínen a nem kevésbé veszélyes mutánsellenes hangulatban forrongó lakossággal találják szemben magukat.
Valamivel később Vihar, Magneto, Rozsomák és Callisto visszatérnek a mészárlás helyszínére, de Thor villámai után már semmi nyomot nem találnak. Kardfogú eközben támadást intéz az iskola ellen ahol Vadócot rövid idő alatt harcképtelenné teszi, Pszichével azonban meglepően nehéz dolga van és a lány kitart addig amíg Vihar visszatér az iskolába a többiekkel. Amíg Rozsomák Kardfogúval harcol Pszichének sikerül telepatikusan némi információt kiszednie Kardfogú agyából. Kardfogú leveti magát egy szikláról és elmenekül. A történet azzal zárul, hogy bátorsága miatt Pszichét hivatalosan is beveszik a csapatba.

### Utóhatás és következmények
- Angyal szárnyai súlyosan megsérültek mikor Szigony és Romboló a falhoz szegezték. A szárnyait később amputálni kellett.
- Árnymacska átmenetileg saját „faljáró” formájának esett foglyul, mikor megpróbálta megvédeni Vadócot Szigony támadásától.
- Szökőár dobócsillagaitól Kolosszus súlyosan megsérült. Magneto mágnesesség feletti erejével gyógyította meg Kolosszus organikus fémtestén ejtett sebeket. Sebei begyógyultak de Kolosszus a kezelés után átmenetileg lebénult.
- Egy korábban, Nimróddal vívott harc során lesérül Árnyékot Szökőár olyan súlyosan megsebesítette, hogy kómába esett.
- Rozsomák az alagutakban érzett szagokból felfedezte, hogy Jean Grey életben van, de ezt nem mondta el társainak.
- Apokalipszis megmentette Pestis életét és egyik lovasává változtatta.
- A mészárlás megtizedelte a Morlock közösséget. Maszk, aki az Infernó után visszatért az Utcába, magához ragadta az uralmat felettük.

### A mészárlás oka
A Morlockok egy részét a 295-ös Földről érkezett Sötét Bestia teremtette a szintén az ő világából származó Mr. Sinister géntechnológiájának segítségével. Mikor Mr. Sinister rájött, hogy a Morlcokok génjei az ő technológiáján alapultak (ami azonos volt a 295-ös Földön élő énjének kutatásaival) a Martalócokat bízta meg, hogy semmisítsék meg ennek eredményeit, vagyis a Morlockokat.

## Retcon
Az Uncanny X-Men 350. számában (1997) egy retconból kiderült, hogy a Martalócok csapatát Gambit gyűjtötte össze Mr. Sinister megbízásából. Gambit egészen a Morlock alagútrendszer bejáratáig vezette a Martalócokat. Miután ráeszmélt, hogy mi is a Martalócok feladata, megpróbálta megállítani őket, de persze a Martalócok túlerőben voltak. Gambitnek csak egy fiatal Morlock lányt sikerült megmentenie.
Az eredeti történetben a Martalócok Tommyt követve jutottak el az Utcába, bár az Uncanny X-Men 210. számában csak öt Martalóc árnyéka volt látható (Skalpvadász, Szigony, Vertigo, Zavaró és valószínűleg Ívfény). Valószínű, hogy a Martalócok két oldalról támadtak és Gambit Kardfogút, Prizmát, Rombolót és Szökőárat vezette az alagúthoz. Gambit visszaemlékezésében csak Kardfogú és Szökőár jelenik meg jól azonosítható módon.

## Kiadványok
Az X-Men és az X-Faktor csapata nem találkozik az alagutakban, ezért a történet két, viszonylag különálló szálon halad és csak néhány kapcsolódási pont található közöttük.
Az X-Men történetszál kiadványai olvasási sorrendben: Uncanny X-Men #210, Uncanny X-Men #211, New Mutants #46, Uncanny X-Men #212, Uncanny X-Men #213
Az X-Faktor történetszál kiadványai olvasási sorrendben: X-Factor #9, X-Factor #10, Thor #373, Power Pack #27, Thor #374 X-Factor #11
A történetben érintőlegesen bekapcsolódik a Fenegyerek is a Daredevil 238. számában, melyben összecsap Karfogúval. Ennek az eseménynek semmi hatása nincs a történetre és hivatalosan nem is tagja a Mutáns mészárlásról szóló kiadványoknak.

### Borítók
1986 novemberében volt a 25. évfordulója annak, hogy a Fantastic Four első száma megjelent, mely a modern Marvel Univerzum kezdetét jelentette. Ebből az alkalomból minden novemberben megjelent képregény borítóján egy szuperhős arcképe szerepelt melyet keretként más szuperhősök vettek körül. Az Uncanny X-Men 211. számának borítóján a John Romita Jr. által illusztrált Rozsomák szerepelt, az X-Factor 10. számán Küklopsz, míg a Thor 373. számának borítóján Thor volt látható. Ez utóbbi két borítót Walt Simonson készítette. Mivel a Power Pack kéthavonta megjelenő kiadvány volt, és novemberben nem jelent meg száma, nem kapott különleges évfordulós borítót.

## Megjelenés újranyomtatva
X-Men: Mutant Massacre (TPB) ISBN 0-7851-0224-8